# Haplochorema decus-sylvae
Haplochorema decus-sylvae är en enhjärtbladig växtart som först beskrevs av Hallier f., och fick sitt nu gällande namn av Theodoric Valeton. Haplochorema decus-sylvae ingår i släktet Haplochorema och familjen Zingiberaceae. Inga underarter finns listade i Catalogue of Life.